# 地震雷火事親父
| ウィキペディアには「地震雷火事親父」という見出しの百科事典記事はありません（タイトルに「地震雷火事親父」を含むページの一覧/「地震雷火事親父」で始まるページの一覧）。 代わりにウィクショナリーのページ「地震雷火事親父」が役に立つかもしれません。 |